# فرانك دي وليامز
فرانك دي وليامز (بالإنجليزية:Frank D. Williams) (مواليد 21 مارس 1893 - وفيات 15 أكتوبر 1961). ممثل ومصور سينمائي أمريكي وكان رائد وناشط في الأيام الأولى من صناعة السينما قام بتطوير وبراءة اختراع السفر النار غير لامع.

## روابط خارجية
- فرانك دي وليامز على موقع IMDb (الإنجليزية)
- فرانك دي وليامز على موقع ألو سيني (الفرنسية)
- فرانك دي وليامز على موقع أول موفي (الإنجليزية)
- فرانك دي وليامز على موقع قاعدة بيانات الأفلام السويدية (السويدية)
- فرانك دي وليامز على موقع قاعدة بيانات الفيلم (الإنجليزية)
- فرانك دي وليامز على موقع كينوبويسك (الروسية)
- فرانك دي وليامز على موقع كينوبويسك (الروسية)
- Frank D. Williams على موقع فايند أغريف
- "Hollywood's History of Faking it: The Evolution of Greenscreen Compositing", article at Filmmaker IQ website that includes examples and explanation of Williams' process